# Alexandra Stan
Alexandra Ioana Stan (Constanza, 10 de junio de 1989), más conocida como Alexandra Stan, es una cantante y compositora rumana. Nacida y criada en Constanza, ella logró su éxito mundial con el sencillo «Mr. Saxobeat» de 2011, que fue escrito y producido por Marcel Prodan y Andrei Nemirschi. Ellos descubrieron a Stan en un bar de karaoke en 2009 y le ofrecieron un contrato con su sello discográfico Maan Records, lanzando ese mismo año su sencillo debut «Lollipop (Param Pam Pam)», lo que le trajo fama en su país natal. Su segundo sencillo, «Mr. Saxobeat», logró rápidamente un éxito comercial en Rumanía y en el extranjero, alcanzando el número uno en varios países. Saxobeats, su álbum de estudio debut, fue lanzado en agosto de 2011 junto con su siguiente lanzamiento «Get Back (ASAP)» el cual fue un moderado éxito en Europa.
Un altercado con Prodan en 2013 retrasó el lanzamiento del segundo álbum de Stan Unlocked, que finalmente se estrenó en agosto de 2014. Dos de sus sencillos, «Dance» (2014) y «Cherry Pop» (2014), tuvieron éxito en Japón. El tercer álbum de estudio de Stan, Alesta, fue lanzado en marzo de 2016 junto a una colaboración con Inna y Daddy Yankee titulada «We Wanna» (2015), que alcanzó el top 60 en varios países. Mami, su cuarto álbum de estudio, fue lanzado en abril de 2018. Stan ha recibido varios premios y nominaciones, incluidos los European Border Breakers Awards, los Japan Gold Disc Awards, los MTV Europe Music Awards y los Romanian Music Awards. Ella también es citada como una de las artistas rumanas más exitosas junto con Inna.

## Biografía y carrera

### 1989–2009: Primeros años e inicios de carrera

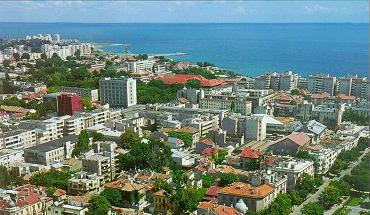
Constanza, donde Stan vivió la mayor parte de su niñez y adolescencia.

Alexandra Ioana Stan nació el 10 de junio de 1989 en la ciudad de Constanza, Rumania. Estudió en la Escuela Secundaria Traian y más tarde en la Facultad de Administración Andrei Șaguna. Desde una edad muy temprana, mostró un especial interés en la música, cantando melodías populares e incluso creando sus propias canciones.
El debut de Stan ocurrió cuando fue invitada a cantar en un programa televisado cuando tenía 15 años. Ella eventualmente participó en varios concursos relacionados con la música, incluyendo el Festival de Música Mamaia en 2009. Los productores rumanos Marcel Prodan y Andrei Nemirschi descubrieron a Stan ese año en un bar de karaoke en Constanza. Le ofrecieron un contrato de grabación con su sello Maan Records y ella grabó un sencillo promocional titulado «Show Me the Way». Stan saltó a la fama en Rumanía con el lanzamiento de su sencillo debut «Lollipop (Param Pam Pam)». El provocativo video musical de bajo presupuesto de la canción fue criticado por algunos espectadores por enfocarse en sus cualidades físicas y no en sus cualidades vocales.

### 2010–2013:Saxobeatsy receso

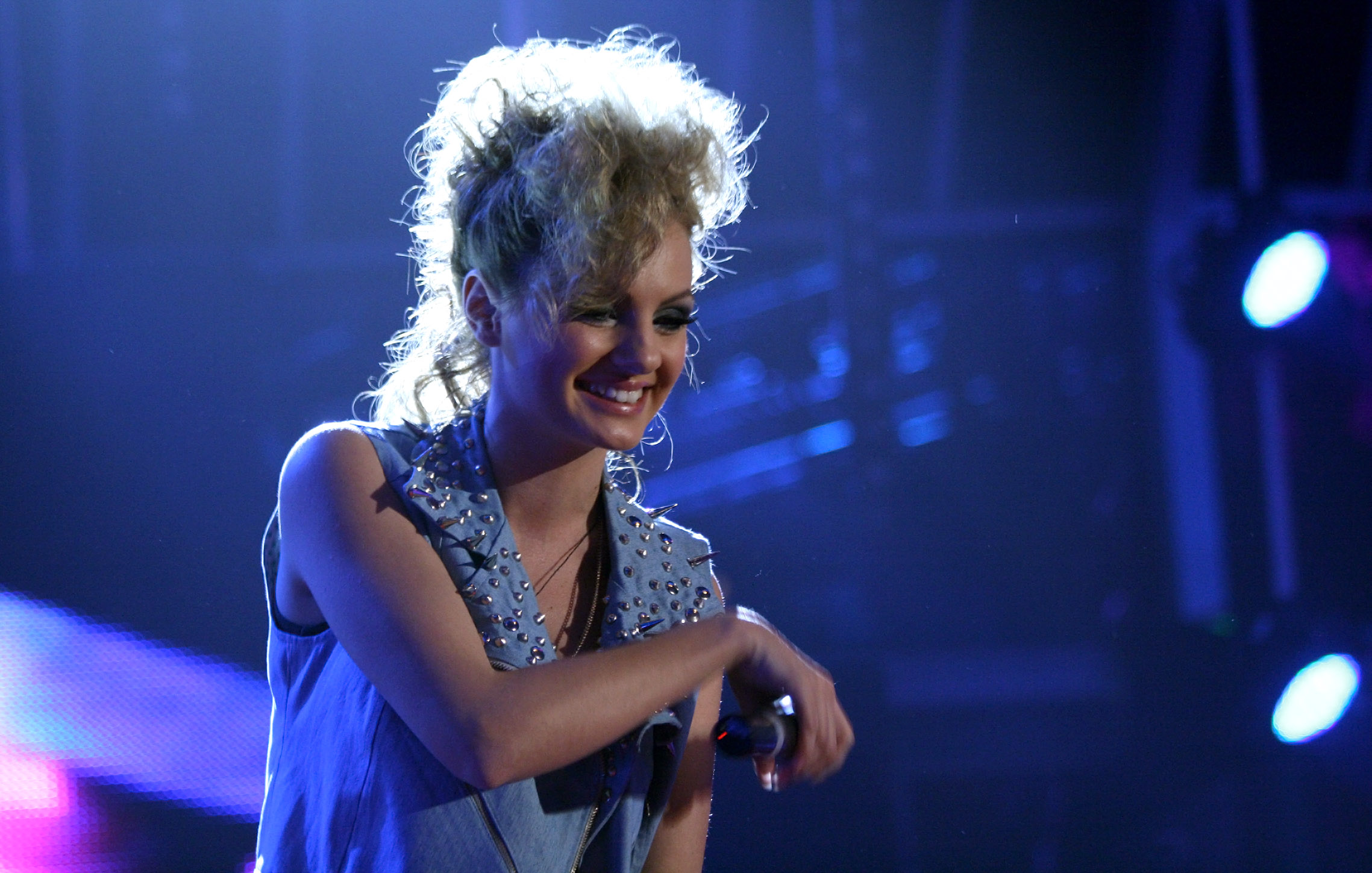
Stan durante un concierto en la localidad de Vösendorf, Austria (2011).

En 2011, Stan logró su éxito internacional con el sencillo «Mr. Saxobeat». La canción tuvo éxito en Rumanía, donde alcanzó el puesto número uno en el Top 100 por ocho semanas consecutivas. Luego fue aclamado en todo el mundo, encabezando las listas de éxitos en otros países y vendiendo casi un millón de copias en menos de un año. En los Romanian Music Awards del 2011, Stan recibió varios premios y nominaciones. Ella además ganó el premio a la «Mejor Artista Rumana» y fue nominada a la «Mejor Artista Europea» en los MTV Europe Music Awards 2011.
Tras el éxito de «Mr. Saxobeat», Stan lanzó su siguiente sencillo «Get Back (ASAP)», que logró éxito moderado en Europa y alcanzó el top 10 en Finlandia y Rumanía, así como en el top 20 en varios países europeos. El álbum de estudio debut de la cantante, Saxobeats, fue lanzado en agosto de 2011. Fue un éxito moderado en Japón y Europa. Entre los premios que recibió Stan durante el 2011 se encuentra el European Border Breakers Award. En el año 2012, lanzó el sencillo «Lemonade», que recibió una certificación de oro en Italia. El lanzamiento del segundo álbum de estudio de Stan se retrasó debido a un altercado violento por parte de su mánager en junio de 2013. El caso atrajo una amplia cobertura mediática en Rumanía. En agosto de 2013, Stan fue la artista invitada en la canción «Baby, It's OK» del grupo alemán Follow Your Instinct, que se convirtió en un éxito moderado en Europa. Más tarde ese año, la cantante lanzó una campaña contra la violencia doméstica llamada «¡Nu bate! Mai bine cântă!»—en español: ¡No golpees! Canta!—.

### 2014:Unlockedy regreso musical

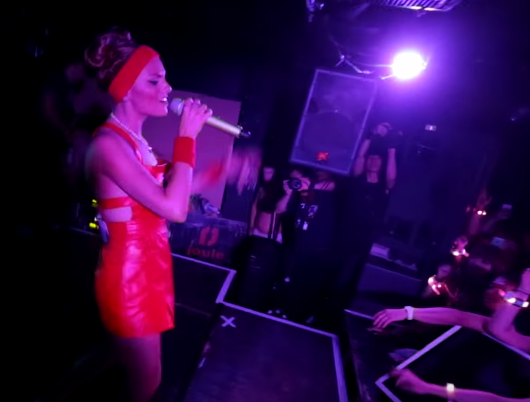
Stan presentándose en Osaka, Japón (2015).

En abril de 2014, Stan lanzó su sencillo de regreso «Thanks for Leaving», la cual, según la cantante, es una canción personal. El siguiente sencillo, «Cherry Pop», se convirtió en el ringtone más buscado en el servicio Recochoku en Japón, a sólo dos horas de haber sido lanzado, mientras que «Dance», el tercer sencillo, experimentó el mismo éxito que su predecesor. Unlocked, el segundo álbum de Stan, se estrenó en agosto de 2014, y alcanzó el top 30 en Japón. Stan firmó un nuevo contrato de grabación con Fonogram Records. El video musical de «Give Me Your Everything», el cuarto sencillo de Unlocked, se volvió polémico por una escena que muestra a Stan vistiendo una túnica con símbolos masónicos. El álbum fue apoyado por la gira Unlocked Tour, durante la cual Stan estuvo acompañada por el grupo de danza rumano StanBoyz. Más tarde en 2014, Stan interpretó una versión en catalán de la canción de Cher «Strong Enough» (1999) titulada «Sóc forta», para La Marato, un evento anual de caridad español, y apareció como invitada especial en el Carnaval de las Palmas en España.

### 2015–presente:Alesta,MamiyRainbows
En junio de 2015, Stan lanzó «We Wanna», una colaboración con la cantante rumana Inna y el artista de reguetón puertorriqueño Daddy Yankee. La pista alcanzó el top 60 en varios países, incluyendo Rumanía, Argentina e Italia. Recibió una certificación de oro en este último país. Además de su carrera musical, Stan estuvo involucrada con causas ecológicas y humanitarias en la «Expo 2016» en Antalya, Turquía, donde plantó un árbol que nombró como ella misma. Ella también ganó un trofeo en los Celebrity Awards junto con otras celebridades rumanas, y logró una nominación a Mejor Artista Pop en los Premios de Elle Style en Rumanía, como lo haría también en 2016. En noviembre de 2015, ella lanzó el sencillo «I Did It, Mama!», que alcanzó el top 10 en Rumanía. El tercer álbum de estudio de la cantante, Alesta, fue estrenado en marzo de 2016, y fue apoyado por una gira de Japón. Debutó en el puesto número 34 en la lista Oricon Albums Chart. Más tarde ese año, Stan hizo su debut en la moda con su línea de ropa llamada Alesta X Bershka, que estuvo disponible en Japón.
También en 2016, la cantante se unió al supergrupo rumano G Girls junto con Antonia, Inna y Lori, y juntas lanzaron el sencillo «Call the Police» que fue un éxito comercial en Polonia. Además, la artista lanzó su propio sello discográfico, Alexandra Stan Records. Para promover el lanzamiento de Virgin Radio Romania a principios de 2017, Stan grabó un cover de la canción de Madonna «Like a Virgin» (1984), argumentando que era su canción favorita. También grabó el sencillo promocional «Favorite Game» para la banda sonora de la película japonesa Miko Girl; sirvió como su canción de apertura. La película se estrenó durante el trigésimo Festival Internacional de Cine de Tokio en octubre de 2017, donde Stan apareció en la alfombra roja con el reparto y su equipo. En abril de 2018, Stan lanzó su cuarto álbum de estudio, Mami, y alcanzó su punto máximo en el número 119 en Japón. También fue la artista invitada en la canción de Manuel Riva «Miami», que alcanzó el top 10 en la lista Dance Club Songs; esta fue la primera aparición de Stan en una lista de Billboard desde «Mr. Saxobeat» de 2011. También alcanzó el top 10 en Rumana. La cantante abrió el Festival de Neversea del 2018, que seleccionó «Miami» como su himno. En el Festival Internacional de Premios de Beirut del 2018, Stan recibió un premio especial por su carrera.
En junio de 2019, después de pasar varios meses en los Estados Unidos, la cantante lanzó «I Think I Love It», su primer sencillo en un año después de «Mami» (2018). También firmó un contrato con las discográficas Universal Music Romania y MediaPro Music. Su siguiente sencillo, «Obsesii», obtuvo éxito comercial en Rumanía; alcanzó el puesto número 12 en la lista Airplay 100 en junio de 2020. Desde septiembre hasta octubre de 2020, la cantante participó en el programa de concursos, Masked Singer Romania. Stan formó parte de los participantes del programa de realidad, Survivor România, pero abandonó la competencia por razones médicas. La artista anunció su quinto álbum de estudio, Rainbows, durante una entrevista en septiembre de 2020, estrenado eventualmente el 29 de abril de 2022.

## Estilo musical e imagen pública
Cuando fue entrevistada en los European Border Breakers Awards en 2012, Stan dijo que las diversas nacionalidades en su ciudad natal, Constanza, han influido en su música. En otra entrevista nombró a Michael Jackson, Madonna, Adele, Rihanna, David Guetta, Sia y Robbie Williams como sus mayores influencias. El primer álbum de estudio de Stan, Saxobeats, presentó música hi-NRG, dance, electrónica, house y eurodance, con saxofón usado en algunas canciones. Stan ha expresado su interés en dicho instrumento, que se utiliza a menudo en su región. Su uso en sus canciones se ha convertido en parte importante en su carrera, «el saxoritmo».
Unlocked tiene elementos de dance, techno, pop y R&B, que un crítico describió como una evolución en su arte. El álbum también incluye «Thanks for Leaving», que es la primera balada de la carrera de Stan. «Cherry Pop», que aparece en el mismo álbum, utiliza un estilo J-pop, que Stan dijo que es «un género musical al que no me he acercado hasta ahora, pero que se ajusta a mi estilo. Creo que la música J-pop es muy enérgica, tiene un ambiente tan positivo». En una entrevista de 2018, Stan explicó el contenido de sus primeros cuatro álbumes de estudio: «Cada álbum representa una etapa en mi vida como mujer. En Saxobeats, mostré mi lado rebelde, típico de los adolescentes que van en la madurez, en Unlocked me descubrí a mi misma y me abrí frente al público a través de las letras de las canciones, en Alesta quería darles canciones a mis fans para que se diviertan, y en Mami puedo decir que me siento más femenina que nunca».
Stan, junto con Inna, ha sido considerada como una de las artistas rumanas más exitosas. Durante una reseña de Saxobeats, Mike Schiller de PopMatters la llamó «el tipo de joven diva del pop que es difícil de odiar, pero difícil de tomar en serio». Stan con frecuencia ha recibido atención de los medios por sus apariciones públicas y fotográficas «atractivas». El video musical de «I Did It, Mama!», que se lanzó en 2015, incluyó una escena en la que Stan y un bailarín de fondo simulan actos sexuales, algo que las publicaciones rumanas Cancan y Click! especularon que esto llevaría a una prohibición del videoclip en Rumanía.

## Vida personal

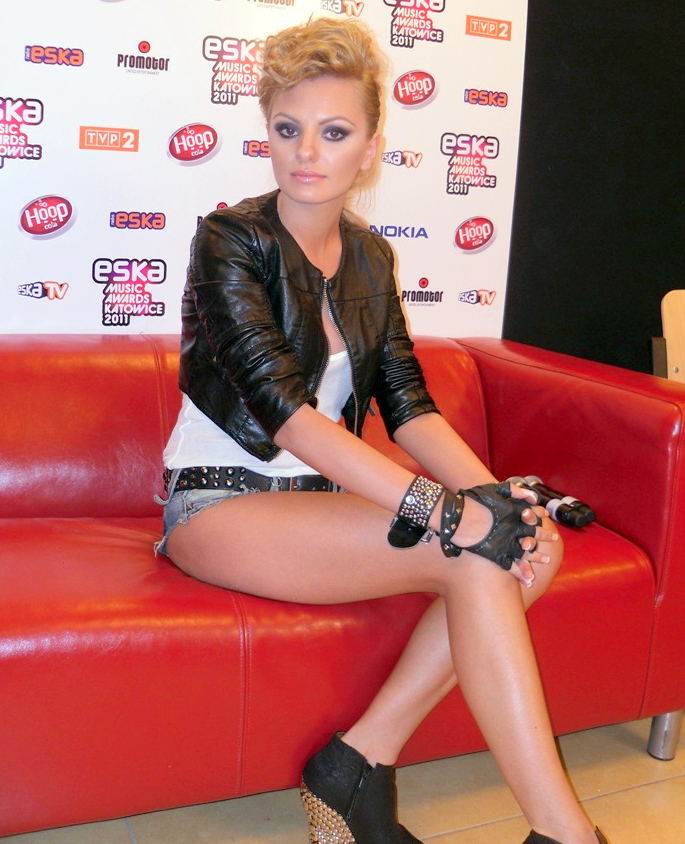
Alexandra Stan es una cantante rumana conocida por su éxito "Mr. Saxobeat". Nacida el 10 de junio de 1989, ha destacado en la música pop con su estilo electro-pop y también incursiona en el modelaje.

Durante una entrevista, Stan contó que nació con un solo riñón y que durante sus primeros años como intérprete recibió un tratamiento para sus nódulos. También afirmó que cree en Dios y tiene sus propios principios religiosos, describiéndose a sí misma como una cristiana no tradicional. A través de los años, Stan ha vivido en varias ciudades, incluyendo su natal Constanza, Los Ángeles y Bucarest. A la edad de 16, la cantante salió con el artista rumano Dorian Popa, pero terminaron debido a una supuesta infidelidad. Durante el caso judicial de Stan contra Prodan, él y otros testificaron que ella tenía algo más que una relación profesional con él; Stan negó todas estas afirmaciones. Desde 2014 al 2019, Stan estuvo en una relación con Bogdan Stăruială. En 2017, Stan dijo que había recibido terapia por trastorno de estrés postraumático y problemas de autoestima en su juventud, que fueron atribuidas al acoso escolar que ella recibía por parte de sus compañeros de clase. En la misma entrevista, dijo que había tenido varias experiencias lésbicas en el pasado. La artista estuvo en una relación sentimental con el artista Bogdan Drăghici por un par de meses. En abril de 2021, se casó con su novio Emanuel; más tarde, anunciaron su divorcio. Poco antes, la artista se encontraba en una relación con el productor Alex Parker. Ambos terminaron después de cinco meses.

## Discografía
Álbumes de estudio
- 2011: Saxobeats
- 2014: Unlocked
- 2016: Alesta
- 2018: Mami
- 2022: Rainbows

## Giras
- 2014: Cherry Pop Tour[106]
- 2015: Unlocked Tour
- 2016–2017: Tour Alesta

## Premios y nominaciones
| Año  | Premio                                      | Categoría                   | Trabajo           | Resultado | Ref             |
| ---- | ------------------------------------------- | --------------------------- | ----------------- | --------- | --------------- |
| 2011 | MTV Europe Music Awards 2011                | Mejor Artista Rumano        | Alexandra Stan    | Ganadora  | [ 19 ] [ 20 ]   |
| 2011 | MTV Europe Music Awards 2011                | Mejor Artista Europeo       | Alexandra Stan    | Nominada  | [ 19 ] [ 20 ]   |
| 2011 | Romanian Music Awards                       | Mejor Canción               | "Mr. Saxobeat"    | Ganadora  | [ 17 ] [ 18 ]   |
| 2011 | Romanian Music Awards                       | Mejor Canción Dance         | "Mr. Saxobeat"    | Nominada  | [ 17 ] [ 18 ]   |
| 2011 | Romanian Music Awards                       | Mejor Rompe Barreras        | Alexandra Stan    | Ganadora  | [ 17 ] [ 18 ]   |
| 2011 | Romanian Music Awards                       | Mejor Artista Femenina      | Alexandra Stan    | Nominada  | [ 17 ] [ 18 ]   |
| 2011 | European Border Breakers Award              | Rompe Barreras Rumana       | Alexandra Stan    | Ganadora  | [ 24 ]          |
| 2011 | Premios 40 Principales                      | Mejor Canción Internacional | "Mr. Saxobeat"    | Nominada  | [ 107 ]         |
| 2012 | Balkan Music Awards                         | Revelación Internacional    | Alexandra Stan    | Ganadora  | [ 108 ]         |
| 2012 | Echo Music Prize                            | Éxito del Año               | "Mr Saxobeat"     | Nominada  | [ 109 ]         |
| 2012 | Romanian Music Awards                       | Mejor Artista Femenina      | Alexandra Stan    | Nominada  | [ 110 ] [ 111 ] |
| 2012 | Romanian Music Awards                       | Mejor Álbum                 | Saxobeats         | Nominada  | [ 110 ] [ 111 ] |
| 2012 | RRA Awards                                  | Canción del Año Pop/Dance   | "Get Back (ASAP)" | Ganadora  | [ 112 ] [ 113 ] |
| 2012 | RRA Awards                                  | Álbum del Año Pop/Dance     | Saxobeats         | Nominada  | [ 112 ] [ 113 ] |
| 2012 | RRA Awards                                  | Artista del Año Pop/Dance   | Alexandra Stan    | Nominada  | [ 112 ] [ 113 ] |
| 2012 | RRA Awards                                  | Intérprete Femenina del Año | Alexandra Stan    | Nominada  | [ 112 ] [ 113 ] |
| 2012 | RRA Awards                                  | Artista del Año             | Alexandra Stan    | Nominada  | [ 112 ] [ 113 ] |
| 2013 | Elle Style Awards                           | Mejor Artista Pop           | Alexandra Stan    | Nominada  | [ 114 ]         |
| 2013 | Japan Gold Disc Awards                      | Mejor Artista Revelación    | Alexandra Stan    | Ganadora  | [ 115 ]         |
| 2013 | Romanian Music Awards                       | Mejor Artista Femenina      | Alexandra Stan    | Nominada  | [ 116 ]         |
| 2013 | Radio România Actualități Awards            | Radio România Junior        | "Lemonade"        | Nominada  | [ 117 ]         |
| 2015 | Celebrity Awards                            | Mujer Exitosa               | Alexandra Stan    | Nominada  | [ 43 ]          |
| 2015 | Elle Style Awards România                   | Mejor Artista Pop           | Alexandra Stan    | Nominada  | [ 44 ]          |
| 2016 | Elle Style Awards România                   | Mejor Artista Pop           | Alexandra Stan    | Nominada  | [ 45 ]          |
| 2018 | Festival Internacional de Premios de Beirut | Carrera Exitosa             | Alexandra Stan    | Ganadora  | [ 62 ]          |